# ノドゥル駅
ノドゥル駅（ノドゥルえき）は、大韓民国ソウル特別市銅雀区本洞に位置するソウル地下鉄9号線の駅。駅番号は(918)。

## 駅構造
相対式ホーム2面2線の地下駅で、フルスクリーンタイプのホームドアが設置されている。改札口に繋がる階段とエレベータはホーム中程にある。
改札口は鷺梁津側と黒石側の2ヶ所ある。出口は5番まであり、鷺梁津側の改札口は1・5番出口と繋がっており、黒石側の改札口は2～4番出口と繋がっている。

### のりば
| 上り | 9号線 | 堂山・金浦空港・開花方面                         |
| 下り | 9号線 | 黒石駅・高速ターミナル・新論峴・中央報勲病院方面 |

## 歴史
- 2008年9月18日 -  ノドゥル駅に駅名が確定[1]。
- 2009年7月24日 - 開業。

### 駅名の由来
「ノドゥル」は、「鷺が遊び歩いた飛び石(鷺石/노들)」という意味の固有語で、今の鷺梁津周辺を指す。この近くにあった渡し場をノドゥルナルと呼んだが、日本統治時代にこれを漢字に変えた「鷺梁津」が定着した。

## 利用状況
近年の一日平均利用人員推移は下記のとおり。
なお、9号線の2009年は開業日の7月24日から12月31日までの161日間を基準にしたものである。
| 路線  | 路線     | 2000年 | 2001年 | 2002年 | 2003年 | 2004年 | 2005年 | 2006年 | 2007年 | 2008年 | 2009年 | 出典  |
| ----- | -------- | ------ | ------ | ------ | ------ | ------ | ------ | ------ | ------ | ------ | ------ | ----- |
| 9号線 | 乗車人員 | 未開業 | 未開業 | 未開業 | 未開業 | 未開業 | 未開業 | 未開業 | 未開業 | 未開業 | 3,023  | [ 2 ] |
| 9号線 | 降車人員 | 未開業 | 未開業 | 未開業 | 未開業 | 未開業 | 未開業 | 未開業 | 未開業 | 未開業 | 2,472  | [ 2 ] |
| 9号線 | 乗降人員 | 未開業 | 未開業 | 未開業 | 未開業 | 未開業 | 未開業 | 未開業 | 未開業 | 未開業 | 5,496  | [ 2 ] |
| 路線  | 路線     | 2010年 | 2011年 | 2012年 | 2013年 | 2014年 | 2015年 | 2016年 | 2017年 | 2018年 | 2019年 | 出典  |
| 9号線 | 乗車人員 | 3,486  | 3,942  | 4,636  | 4,959  | 5,083  | 4,913  | 4,886  | 4,750  | 4,669  | 4,711  | [ 2 ] |
| 9号線 | 降車人員 | 2,852  | 3,194  | 3,809  | 4,172  | 4,289  | 4,127  | 4,201  | 4,212  | 4,043  | 4,068  | [ 2 ] |
| 9号線 | 乗降人員 | 6,338  | 7,137  | 8,445  | 9,132  | 9,373  | 9,041  | 9,087  | 8,962  | 8,712  | 8,779  | [ 2 ] |

## 駅周辺
- 上道トンネル
- 漢江大橋
- 死六臣公園
- 鷺梁津水源地
- 本洞双龍アパート
- 本洞初等学校
- ノドゥル道(自動車専用道路)
- ノドゥル島

## 隣の駅
ソウル市メトロ9号線
 9号線
急行
通過
一般（各駅停車）
鷺梁津駅 (917) - ノドゥル駅 (918) - 黒石駅 (919)